# Heterachthes spilotus
Heterachthes spilotus är en skalbaggsart som beskrevs av Martins 1971. Heterachthes spilotus ingår i släktet Heterachthes och familjen långhorningar. Inga underarter finns listade i Catalogue of Life.